# Championnat du monde d'échecs 1957

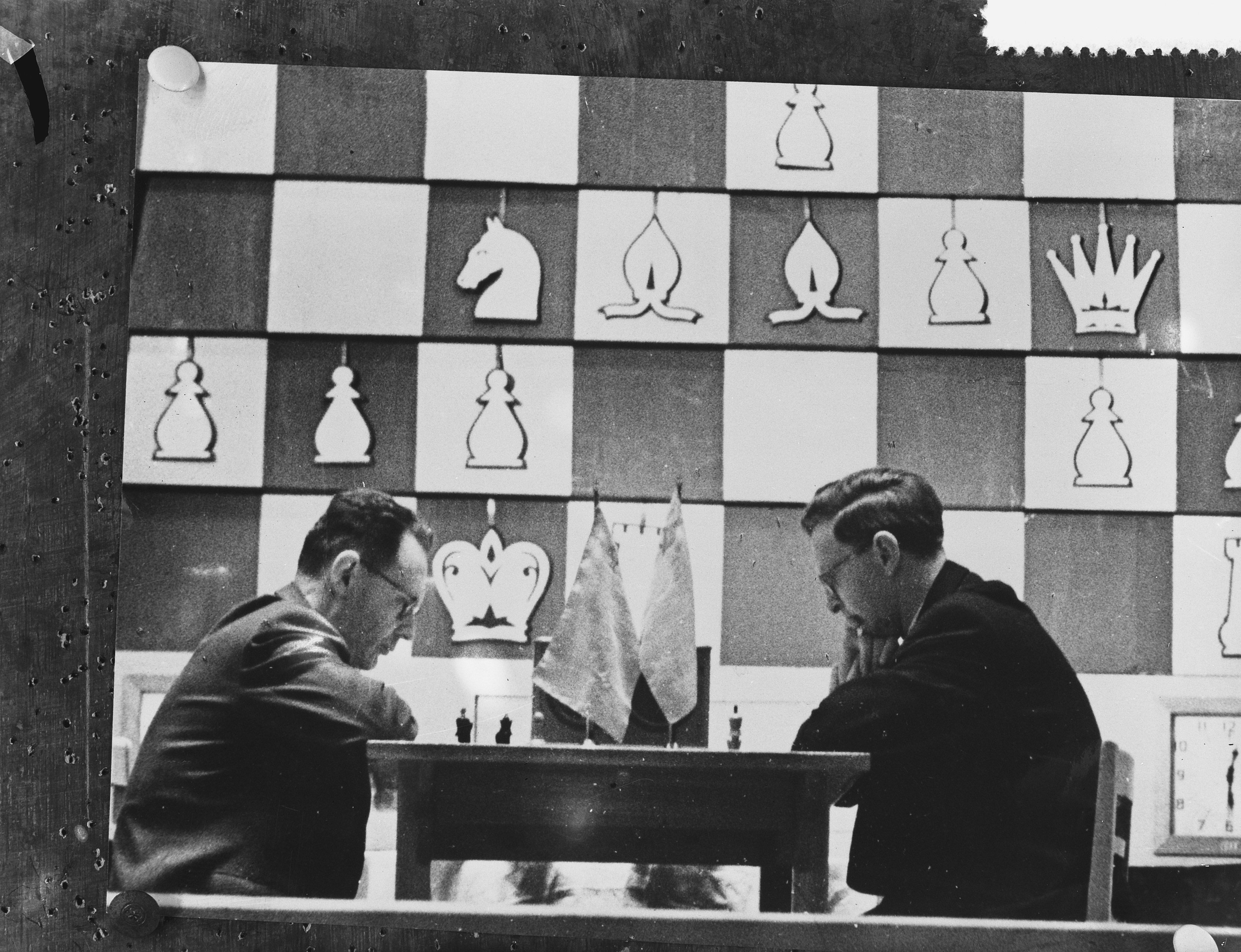
Mikhail Botvinnik face à Vassily Smyslov lors du championnat du monde d'échecs de 1957.

Le championnat du monde d'échecs 1957 a vu s'affronter Mikhaïl Botvinnik et Vassily Smyslov à Moscou du 5 mars au 27 avril 1957. Il a été remporté par Smyslov.

## Qualification

### Tournoi interzonal de Göteborg
Neuf joueurs se qualifient pour le tournoi des candidats au tournoi interzonal de Göteborg 1955 : 
- David Bronstein (15 / 20),
- Paul Keres (13½ / 20),
- Óscar Panno (13 / 20),
- Tigran Petrossian (12,5 / 20),
- Efim Geller (12), László Szabó (12),
- Miroslav Filip (11), Herman Pilnik (11) et Boris Spassky (11).

Gueorgui Ilivitski (10,5) remporte un match contre Luděk Pachman (+1 =5) pour une place de réserve.
Lors de la 14e ronde les trois soviétiques Efim Geller, Boris Spassky et Paul Keres rencontrèrent avec les blancs les trois argentins Oscar Panno, Herman Pilnik et Miguel Najdorf. Sur les trois échiquiers les mêmes coups furent joués jusqu'au treizième coup blanc et les parties de Spassky et Keres furent identiques jusqu'au vingt-deuxième coup. Ces trois parties surnommées les jumelles de Göteborg, toutes remportées par les soviétiques sont à l'origine de la variante de Göteborg de la sicilienne Najdorf.  
Vassily Smyslov est directement qualifié au tournoi des candidats en tant que challenger du cycle précédent (vainqueur du tournoi des candidats de 1953).

### Tournoi des candidats d'Amsterdam
Le tournoi des candidats prend la forme d'un tournoi fermé. Il a lieu à Amsterdam en mars et avril 1956.
|    | Joueur            | 1   | 2   | 3   | 4   | 5   | 6   | 7   | 8   | 9   | 10  | Score     | S-B   |
| -- | ----------------- | --- | --- | --- | --- | --- | --- | --- | --- | --- | --- | --------- | ----- |
| 1  | Vassily Smyslov   | xx  | = = | = = | 0 = | = = | = 1 | 1 1 | = 1 | 1 = | = 1 | 11,5 / 18 |       |
| 2  | Paul Keres        | = = | xx  | = = | = = | = = | = 1 | = = | = 0 | 1 = | 1 = | 10 / 18   |       |
| 3  | László Szabó      | = = | = = | xx  | 1 = | = = | = = | = 1 | 0 = | = = | 0 1 | 9,5 / 18  | 86,00 |
| 4  | Boris Spassky     | 1 = | = = | 0 = | xx  | = = | = 1 | 0 = | = = | = = | = 1 | 9,5 / 18  | 84,00 |
| 5  | Tigran Petrossian | = = | = = | = = | = = | xx  | 0 = | 0 1 | 1 = | = = | 1 = | 9,5 / 18  | 82,25 |
| 6  | David Bronstein   | = 0 | = 0 | = = | = 0 | 1 = | xx  | = 1 | 1 = | = = | = 1 | 9,5 / 18  | 81,00 |
| 7  | Efim Geller       | 0 0 | = = | = 0 | 1 = | 1 0 | = 0 | xx  | 1 1 | = 1 | 1 = | 9,5 / 18  | 78,75 |
| 8  | Miroslav Filip    | = 0 | = 1 | 1 = | = = | 0 = | 0 = | 0 0 | xx  | 1 0 | = 1 | 8 / 18    | 69,50 |
| 9  | Óscar Panno       | 0 = | 0 = | = = | = = | = = | = = | = 0 | 0 1 | xx  | 1 = | 8 / 18    | 69,00 |
| 10 | Herman Pilnik     | = 0 | 0 = | 1 0 | = 0 | 0 = | = 0 | 0 = | = 0 | 0 = | xx  | 5 / 18    |       |
C'est à nouveau Smyslov qui devient le challenger du champion du monde.

## Résultats
Le match s'est joué au meilleur des 24 parties. En cas d'ex æquo 12-12 au terme du match, Botvinnik aurait conservé son titre.
|                   | 1 | 2 | 3 | 4 | 5 | 6 | 7 | 8 | 9 | 10 | 11 | 12 | 13 | 14 | 15 | 16 | 17 | 18 | 19 | 20 | 21 | 22 | Points |
| ----------------- | - | - | - | - | - | - | - | - | - | -- | -- | -- | -- | -- | -- | -- | -- | -- | -- | -- | -- | -- | ------ |
| Vassily Smyslov   | 1 | ½ | ½ | 0 | 0 | 1 | ½ | 1 | ½ | ½  | ½  | 1  | 0  | ½  | ½  | ½  | 1  | ½  | ½  | 1  | ½  | ½  | 12,5   |
| Mikhaïl Botvinnik | 0 | ½ | ½ | 1 | 1 | 0 | ½ | 0 | ½ | ½  | ½  | 0  | 1  | ½  | ½  | ½  | 0  | ½  | ½  | 0  | ½  | ½  | 9,5    |

## Parties remarquables
- Smyslov - Botvinnik, 6e partie, 1-0
- Botvinnik - Smyslov, 13e partie, 1-0
- Botvinnik - Smyslov, 17e partie, 0-1